# Lijst van burgemeesters van Dinkelland
Dit is een lijst van burgemeesters van de Nederlandse gemeente Dinkelland in de provincie Overijssel, sinds de stichting ervan op 1 januari 2001. Op die datum gingen Denekamp, Weerselo en Ootmarsum op in de nieuwe gemeente Dinkelland.
| Ambtsperiode                      | Naam burgemeester | Partij of stroming | Bijzonderheden                |
| --------------------------------- | ----------------- | ------------------ | ----------------------------- |
| 1 januari 2001 - 29 februari 2008 | mr. Frans Willeme | CDA                | was burgemeester van Denekamp |
| 1 maart 2008 - 30 september 2009  | Jan Kristen       | PvdA               | waarnemend                    |
| 1 oktober 2009 - 5 april 2016     | Roel Cazemier     | VVD                |                               |
| 5 april 2016 - 8 januari 2018     | Ineke Bakker      | VVD                | waarnemend                    |
| 9 januari 2018 - heden            | John Joosten      | VVD                |                               |